# Anastassija Rybatschok
Anastassija Andrijiwna Rybatschok (ukrainisch Анастасія Андріївна Четверікова ‚Anastassija Andrijiwna Tschetwerikowa‘, international verwendete Schreibung Anastasiia Chetverikova; * 13. April 1998 in Cherson, Ukraine) ist eine ukrainische Kanutin.

## Karriere
Anastassija Rybatschok kam 1998 in Cherson zur Welt und begann dort 2011 mit dem Kanusport.
Bei den Weltmeisterschaften 2019 im ungarischen Szeged gewann sie über 500 Meter im Kanu-Einzel mit einer Zeit von 2:03,83 min die Bronzemedaille.
Die Europameisterschaften 2021 im polnischen Posen schloss sie mit einer Goldmedaille im Einer-Canadier über 500 m und einer Bronzemedaille über 200 m im Zweier-Canadier ab. Bei den anschließenden Olympischen Sommerspielen 2020 in Tokio errang sie, gemeinsam mit Ljudmyla Lusan im Zweier-Canadier über 500 m, mit einer Zeit von 1:59,041 min die Silbermedaille, die sie ihrem Trainer Jurij Tscheban widmete. Bei den Weltmeisterschaften 2021 in der dänischen Hauptstadt Kopenhagen errang sie im C-2 über 1000 m gemeinsam mit Ljudmyla Lusan die Goldmedaille und im C-4 500 m im Team mit Ljudmyla Lusan, Olena Zyhankowa und Julija Kolesnyk die Bronzemedaille. Ein Jahr darauf sicherte sich Rybatschok in Dartmouth im Zweier-Canadier mit Lusan über 500 Meter die Vizeweltmeisterschaft. Bei den Olympischen Spielen 2024 in Paris gewann sie mit Lusan im Zweier-Canadier über 500 Meter die Silbermedaille.
Rybatschok hat die Staatliche Universität Cherson absolviert und ist offiziell Angestellte der ukrainischen Streitkräfte.
Sie ist mit dem Kanuten Andrij Rybatschok verheiratet.